# Paul Krückmann

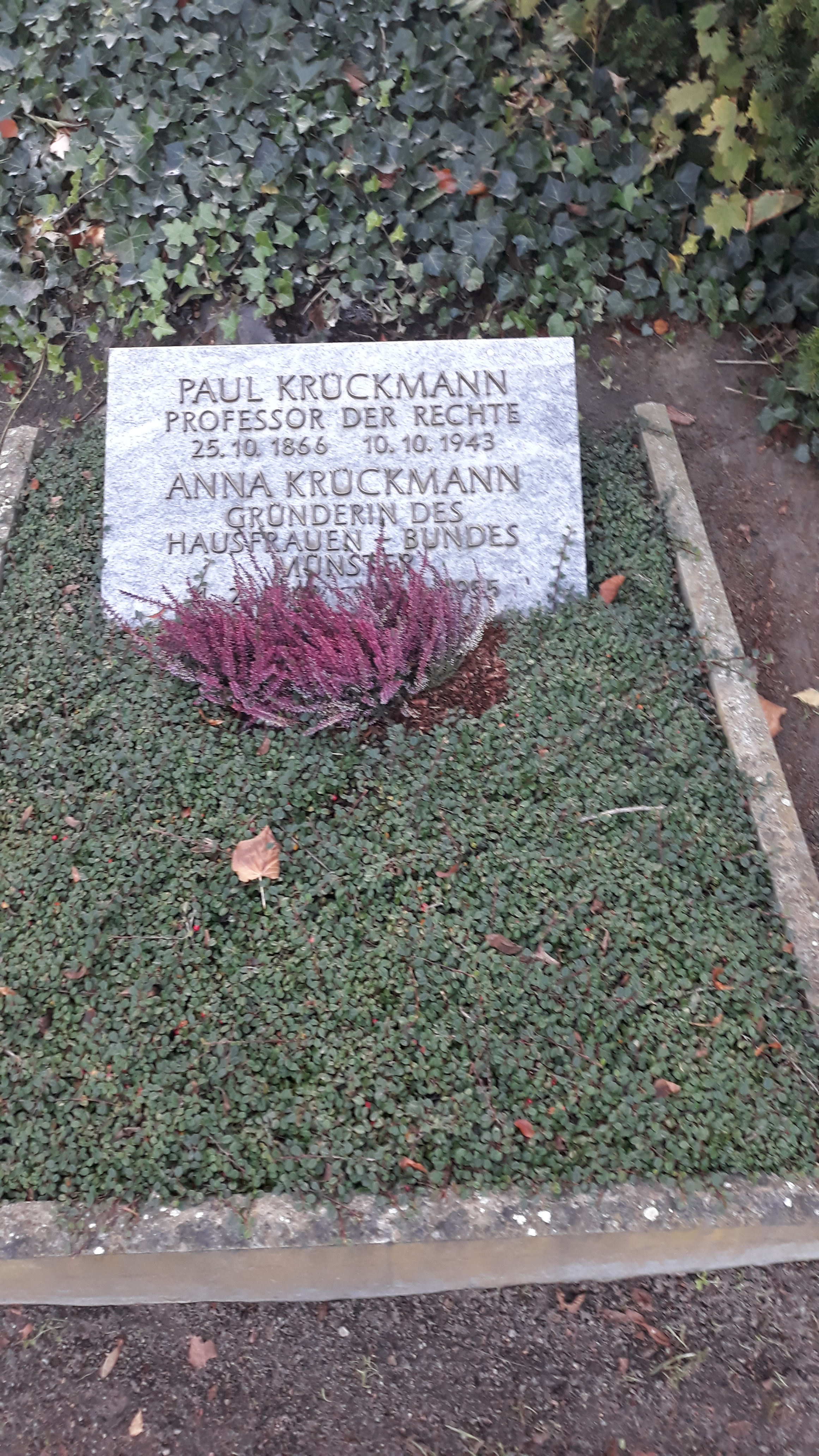
Das Grab von Paul Krückmann und seiner Ehefrau Anna geborene Stierlings verwitwete Lenschow auf dem Zentralfriedhof Münster.

Paul Krückmann (* 25. Oktober 1866 in Neukloster; † 10. Oktober 1943 in Münster) war ein deutscher Rechtswissenschaftler an der Universität Münster und Geheimer Justizrat.

## Leben und Wirken
Paul Krückmann, geb. am 25. Oktober 1866 zu Neukloster in Mecklenburg, Sohn des Sanitätsrats Dr. med. Krückmann, bestand Ostern 1886 an der Domschule Güstrow i. M. das Abiturientenexamen, bezog danach auf je ein Semester die Universitäten Freiburg i. B., Leipzig, München, Berlin, auf zwei Semester die Universität Rostock, wo er am 23. April 1890 die erste juristische Prüfung bestand. Während seines Studiums wurde er 1886 Mitglied der Freiburger Burschenschaft Teutonia.
Am 28. April 1890 wurde er vom Großherzog von Mecklenburg-Schwerin zum Referendar ernannt. Paul Krückmann bestand am 24. November 1891 an der Georgia-Augusta das juristische Doktorexamen und im Mai 1894 habilitierte er sich an der Universität Göttingen zum Privatdozenten für römisches Recht. Im Jahre 1898 wurde Krückmann außerordentlicher Professor an der Universität Greifswald. Vier Jahre später erhielt er den Ruf an die Westfälische Wilhelms-Universität in Münster.
Er blieb bis zu seiner Entpflichtung 1935 über drei Jahrzehnte Ordinarius an der juristischen Fakultät der Universität Münster, war 1912 auch ihr Rektor und wurde 1918 "in Anerkennung seiner Verdienste" zum Geheimen Justizrat ernannt. Daneben leitete er den Alldeutschen Verband in Münster leitete und entwickelte "während des Ersten Weltkrieges mit einem Professorennetzwerk radikale Annexionsideen". Er wurde Mitglied der radikalnationalistischen Vaterlandspartei und setzte nach 1918 seine politische Arbeit im republikfeindlichen Umfeld der DNVP und des deutsch-völkischen Schutz- und Trutzbundes fort.
Krückmann starb am 10. Oktober 1943 durch den "Volltreffer einer Sprengbombe auf sein Haus" bei einem Luftangriff auf Münster. Überlebt wurde er von seiner Ehefrau Anna Krückmann, die als engagierte Kommunalpolitikerin und Gründerin des Hausfrauenvereins in Münster bekannt wurde, sich aber in ähnlicher Weise wie ihr Ehemann rechtsradikal engagiert hatte.

## Veröffentlichungen
- Über den Vertragsschluß. Inaugural-Dissertation zur Erlangung der juristischen Doctorwürde der Juristenfacultät der Georg-Augusts-Universität. Göttingen 1892.
- Institutionen des Bürgerlichen Gesetzbuches. 5. Auflage Göttingen 1929 (Erstveröffentlichung 1898).
- Die Entfremdung zwischen Recht und Volk. Vortrag gehalten in der Greifswalder Vereinigung aller Lehrer an höheren, Volks- und Mittelschulen und der Universität. Leipzig 1899.
- Anschauungsmittel für den Rechtsunterricht. Leipzig 1900. (4. Auflage 1910 unter dem Titel: Rechtsatlas. unter Mitwirkung von Rechtsanwalt Dr. Friedrichs in Dortmund)
- Anfechtung, Wandelung und Schadenersatz beim Viehkauf. Mit Anhang Wesen, Erkennung, wirtschaftliche Bedeutung und Entwickelungsdauer einzelner Haupt- und Vertragsmängel. von A. Ströse. Neudamm 1904. (Reihe: J. Neumanns Rechtsbücher für den Landwirt.)
- Unmöglichkeit und Unmöglichkeitsprozeß. Zugleich eine Kritik der Entwürfe Rußlands, Ungarns und der Schweiz. (Sonderabdruck aus dem Archiv für die civilistische Praxis Bd. 101, 1907)
- Sachbesitz, Rechtsbesitz, Rechtsschein in der Theorie des Gemeinen Rechts. (In: Archiv für die civilistische Praxis Band 108, Heft 2/3)
- Vorpraxis, akademische Rechtsprechung und anderes. Zur Reform des Rechtsstudiums. Tübingen 1911.
- Einführung in das Recht. Tübingen 1912.
- Clausula rebus sic stantibus, Kriegsklausel, Streikklausel. in: AcP (Archiv für civilistische Praxis). 116 (1918), S. 157.
- Fiktionen und Bilder in der Rechtswissenschaft, Annalen der Philosophie und philosophischen Kritik. Band 3, Number 1 / Dezember 1921.